# Lindenhardt

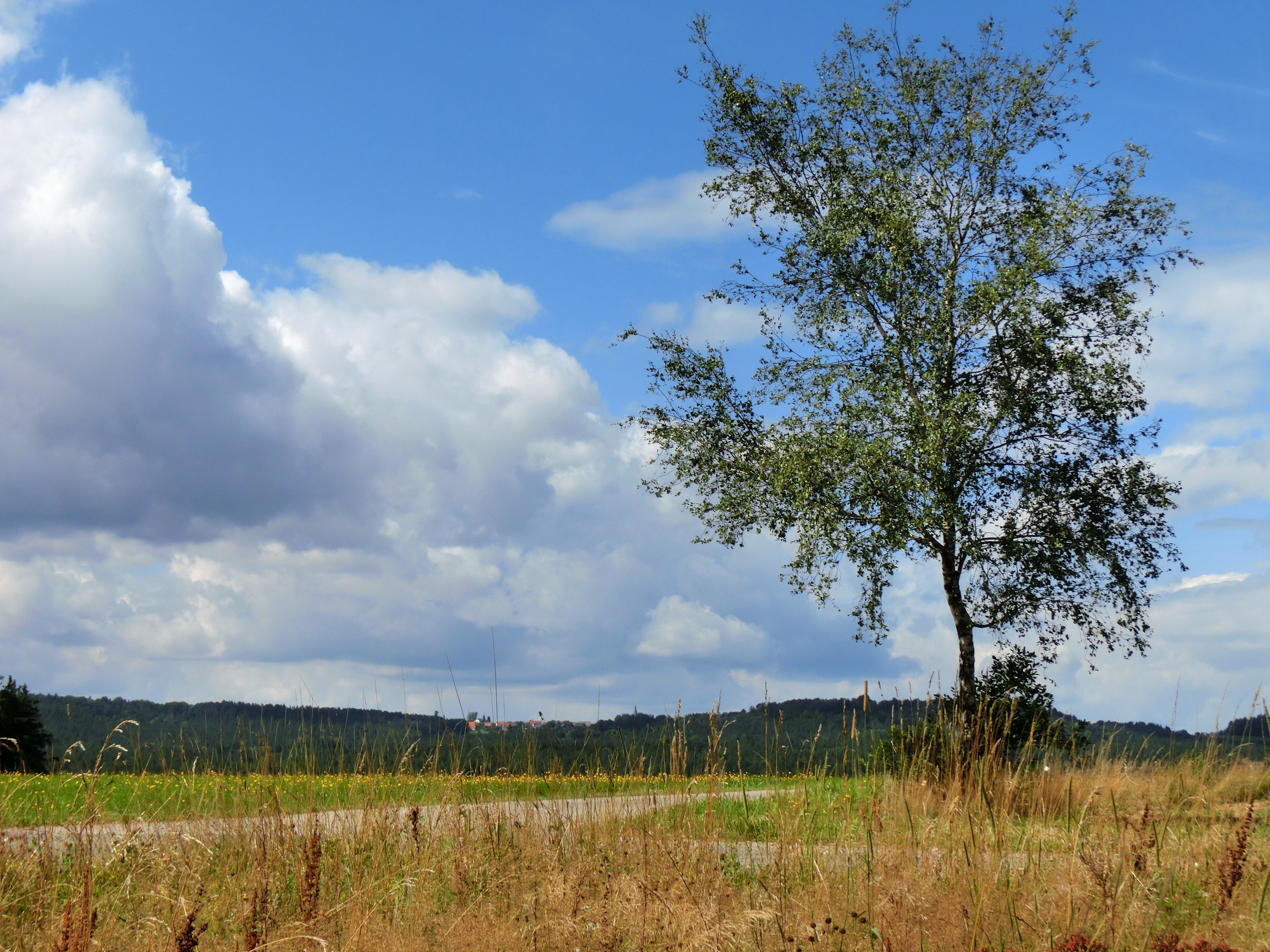
Blick auf Lindenhardt von Osten

Lindenhardt (oberfränkisch: Lindahoad)  ist ein Gemeindeteil der Stadt Creußen im Landkreis Bayreuth (Oberfranken, Bayern). Die Gemarkung Lindenhardt hat eine Fläche von 9,078 km². Sie ist in 1163 Flurstücke aufgeteilt, die eine durchschnittliche Flurstücksfläche von 7805,27 m² haben. In ihr liegen neben dem namensgebenden Ort die Gemeindeteile Oberhöhlmühle und Unterhöhlmühle.

## Lage
Das Pfarrdorf liegt in einer Waldlichtung auf einer Hochebene der Fränkischen Schweiz. Die Staatsstraße 2184 führt nach Schwürz (2,8 km nordöstlich) bzw. an der Ober- und Unterhöhlmühle vorbei zur Anschlussstelle 43 der Bundesautobahn 9 (2,5 km westlich). Die Kreisstraße BT 22 führt nach Schnabelwaid zur Bundesstraße 2 (4,2 km südöstlich). Gemeindeverbindungsstraßen führen nach Leups zur Kreisstraße BT 23 und nach Hörlasreuth (2 km nordöstlich). Im Lindenhardter Forst liegen die Rotmainquelle sowie der Ursprung der Fichtenohe, des Oberlaufs der Pegnitz. Durch Lindenhardt verläuft der Fränkische Marienweg.

## Geschichte
Der Ort wurde 1125 als „villa Lindenharde“ erstmals urkundlich erwähnt. Sie war im 12. Jahrhundert im Besitz der Pfalzgrafen von Wittelsbach. Bischof Otto von Bamberg stiftete die Kirche Unsere Liebe Frau und unterstellte sie dem Kloster Ensdorf. 1399 gelangte der Ort in den Besitz der Burggrafen von Nürnberg, der späteren Markgrafen von Brandenburg-Kulmbach bzw. Brandenburg-Bayreuth. 1684 zerstörte ein großes Feuer das Dorf, dem auch die Kirche zum Opfer fiel. Nur fünf Häuser blieben erhalten. Lindenhardt war Sitz eines Verwalteramtes. Von 1791/92 bis 1810 waren das preußische Justiz- und Kammeramt Pegnitz die übergeordneten Institutionen. Danach kam die gesamte Region an das Königreich Bayern.
Mit dem Gemeindeedikt (frühes 19. Jahrhundert) wurde der Steuerdistrikt Lindenhardt gebildet. Zu diesem gehörten Arnoldsreuth, Gößmannsreuth, Oberhöhlmühle, Schmellenhof und Unterhöhlmühle. Zugleich entstand die Ruralgemeinde Lindenhardt, zu der Ober- und Unterhöhlmühle gehörten. Sie unterstand in Verwaltung und Gerichtsbarkeit dem Landgericht Schnabelwaid. Im Rahmen der Gebietsreform in Bayern wurde die Gemeinde am 1. Mai 1978 in die Stadt Creußen eingegliedert.

## Baudenkmäler
- An der Kirche 5: Mesnerhaus
- An der Kirche 9: Ehemaliges zweites Pfarrhaus
- An der Kirche 11: Evangelische Pfarrkirche mit Kriegerdenkmal
- Graubühl 4: Ehemaliges Forsthaus
- Marktstraße 6: Pfarrhaus

### Lindenhardter Altar

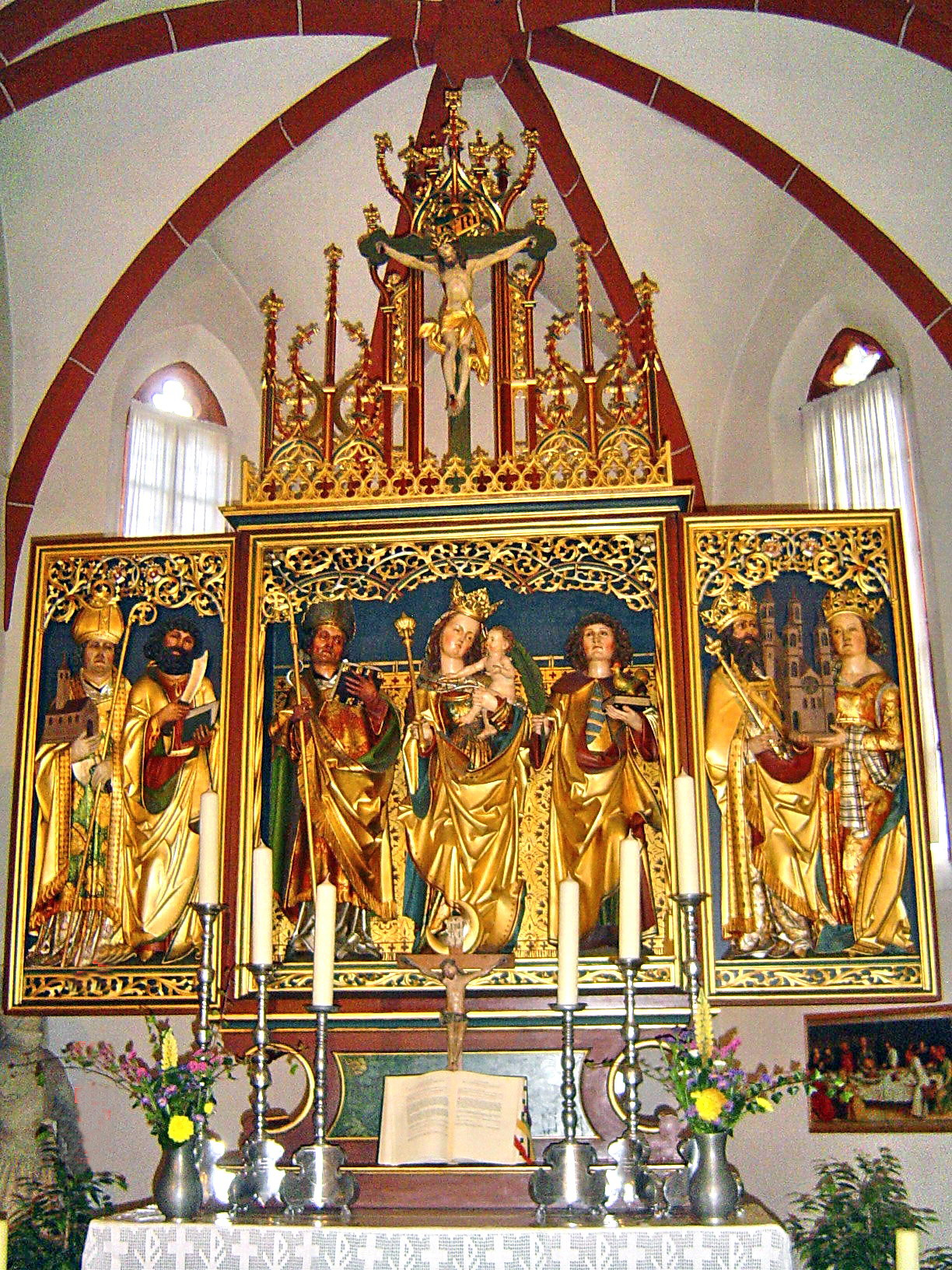
Vorderseite des Altars

Der spätgotische Flügelaltar in der Wehrkirche St. Michael birgt ein seit 1915 Mathias Grünewald zugeschriebenes Gemälde aus dem Jahr 1503. Der vorreformatorische Marienaltar zeigt auf seiner Rückseite Christus als Schmerzensmann und die 14 Nothelfer. Eine neuere Publikation des ehemaligen Ortspfarrers Italo Bacigalupo führt allerdings Hinweise an, die für Hans von Kulmbach als ausführenden Künstler sprechen könnten.

Rückseite des Altars
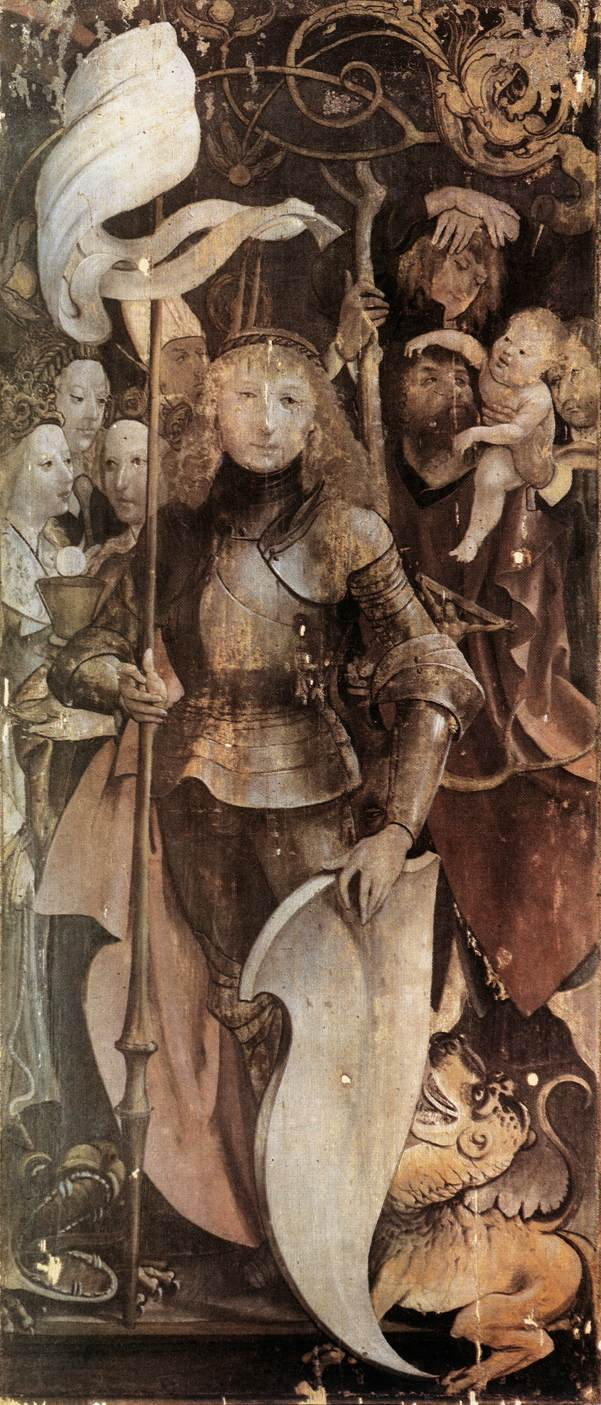
Linker Flügel
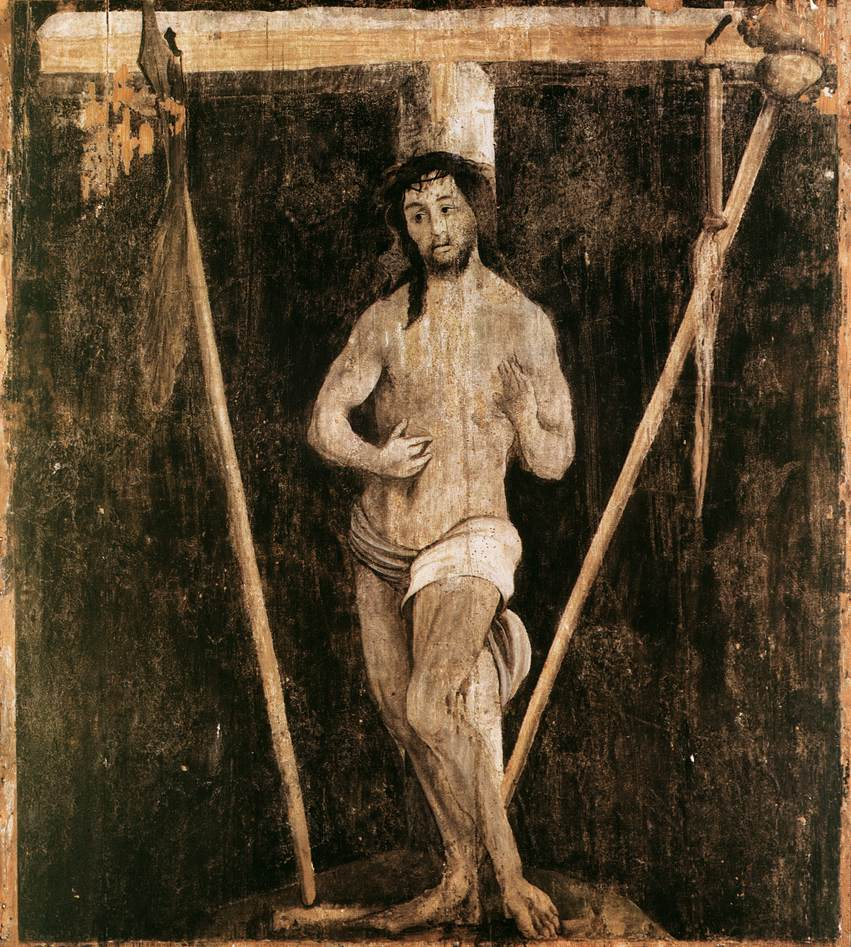
Detail
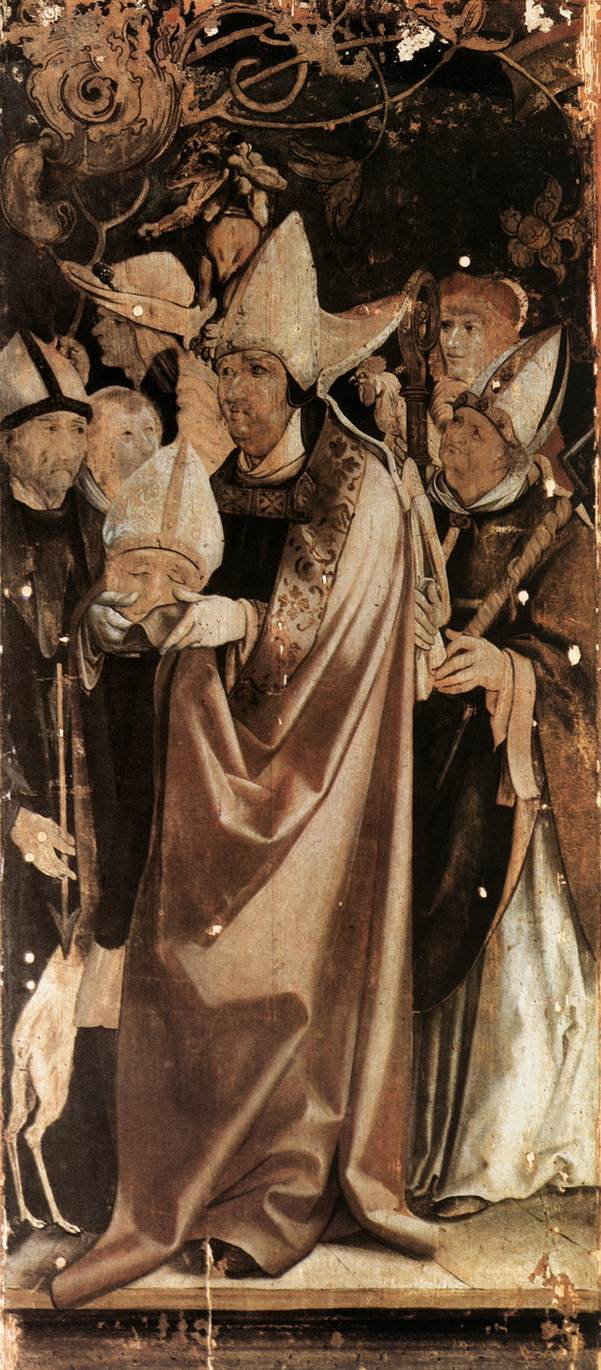
Rechter Flügel

Zentrale Gestalt der Vorderseite ist eine Skulptur der Mutter Gottes mit dem Jesuskind, flankiert von St. Veit und Otto dem Heiligen von Bamberg. Im linken Altarflügel sind als Reliefarbeiten St. Wolfgang und St. Bartholomäus zu erkennen, auf dem rechten Flügel Kaiser Heinrich II. und seine Gemahlin Kunigunde, die gemeinsam ein Modell des Bamberger Doms tragen. Schnitzwerk und Gehäuse entstammen höchstwahrscheinlich der Werkstatt von Michael Wolgemut. Die Gruppierung der Figuren verrät, dass der Altar für eine Kirche in der Diözese Bamberg bestimmt war.
Der Altar befand sich ursprünglich in der St.-Bartholomäus-Kirche von Bindlach. Nachdem für diese ein neuer Barockaltar angefertigt worden war, wurde der Grünewaldaltar Anfang des Jahres 1685 der Pfarrgemeinde Lindenhardt überlassen, da deren Kirche samt Altar durch den Ortsbrand zerstört worden war. 1687 wurde er in der wiederaufgebauten Kirche von Lindenhardt aufgestellt.

## Sport
Der Fußballverein SV Lindenhardt spielt zurzeit in der A-Klasse Bayreuth 5.